# Wüstungen im Papenteich
Die Wüstungen im Papenteich entstanden ebenso wie die heute noch bestehenden Ortschaften auf der Hochfläche des Papenteich zwischen dem 7. und 11. Jahrhundert. Der Zeitpunkt der Wüstfallung liegt bei den meisten Wüstungen vermutlich im 14. oder 15. Jahrhundert.

## Besiedlungsphasen
Die erste Besiedlung des Papenteich erfolgte bereits zu prähistorischer Zeit entlang der Flüsse am Rande des Papenteich. Die Siedlungen dieser Zeit hatten aber oftmals nur vergleichsweise wenige Jahre Bestand. Auch sind keinerlei Namen übermittelt. Die Besiedlung, die der heutigen Siedlungsstruktur des Papenteich entspricht, setzte vermutlich erst im 6. bis 8. Jahrhundert ein. Neben verschiedenen Ortschaften an den Flüssen gab es mit Meine, Rethen, Stapel (wüst) und Vordorf eine Siedlungsgruppe im Zentrum des Papenteich.
Die nächste Siedlungswelle umfasste im 9. Jahrhundert die -rohe- und -loh-Ortschaften. Auffällig ist hierbei eine Gruppe von später wüst gefallenen Orten entlang der ehemaligen Grenze zwischen dem Bistum Halberstadt und dem Bistum Hildesheim. Die bekannteste Siedlungsgruppe im Papenteich dürften die -büttel-Orte sein. Die Ortsnamensendung –büttel ist ausschließlich in Norddeutschland verbreitet mit der stärksten Konzentration im Papenteich. Der Entstehungszeitpunkt der -büttel-Orte ist dabei umstritten. Mit der Entstehung der -horst-Orte um das Jahr 1000 war die Besiedlung des Papenteich weitgehend abgeschlossen.

## Wüstungsphasen
Bei der Bestimmung des Zeitpunktes der Wüstfallungen der Ortschaften im Papenteich können nur ungefähre Zeitangaben gemacht werden, zumeist nur mit der Datierung von Funden an den ehemaligen Ortsstellen. Eine weitere Grundlage bietet eine umfangreiche Ortslistung aus dem Jahr 1489. Die Untersuchung sowie die umfassende Lokalisierung von Wüstungen im Papenteich wie dem gesamten Landkreis Gifhorn geschah in den 1950er Jahren durch Gerhard Oberbeck. Aufgrund seiner Arbeit lässt sich eine Wüstfallung der meisten Ortschaften im 14. und 15. Jahrhundert vermuten. Ob ein direkter Zusammenhang mit den Pestepidemien in dieser Zeit besteht, ist nicht geklärt. Bekannt ist aber, dass die Große Pest-Pandemie 1349/50 im Raum Braunschweig wütete und den Papenteich besonders heftig traf.

## Ortswüstungen

### Algesbüttel
Der Ort lag rund 2 km nördlich von Rethen und wurde erstmals 1022 als Aldagesbutile erwähnt. Die Siedlung bestand aus sieben Höfen und einer Kirche, die später versank. Die letzte Erwähnung findet sich 1480 als lüneburgisches Lehnstück. Heute wird die Fläche als Acker genutzt und trägt die Flurnamen „Kirchhof“, „Gänsewiese“ und „Kerkenkuhle“. Das Bild „Im Rethener Acker (Algesbüttel)“ des Malers Otto Hänssgen zeigt die Ackerfläche der Wüstung nach dem Zweiten Weltkrieg. Heute ist Algesbüttel ein Wohnplatz der Gemeinde Ribbesbüttel.

### Arsenbüttel
Der Ort lag etwa 800 m südwestlich von Adenbüttel. Archäologische Funde stammen aus dem 13. bis 14. Jahrhundert.

### Asenrode
Asenrode ist auch bezeugt als Asenroth oder Ossenrode. Der Ort lag etwa 2.500 m nördlich von Vordorf und wurde erstmals im Jahr 1112 in Grenzkarten erwähnt. Asenrode war ein Grenzort zwischen den Bistümern Halberstadt und Hildesheim nach der Halberstädter Grenzbeschreibung. Die Siedlung umfasste vier Höfe. Archäologische Funde stammen aus dem 12. bis 14. Jahrhundert.

### Aukenrode
Der Ort lag etwa 750 m nördlich von Ribbesbüttel. Aukenrode war ein Grenzort zwischen den Bistümern Halberstadt und Hildesheim nach der Halberstädter Grenzbeschreibung.

### Badenbüttel
Der Ort lag etwa 850 m südwestlich von Vollbüttel und wurde erstmals 1231 als Badenbutle erwähnt.

### Bätjenrode
Der Ort lag etwa 850 m nordöstlich von Ribbesbüttel und wurde erstmals 1265 als Betkenrode erwähnt. Der Ort war ein Grenzort zwischen den Bistümern Halberstadt und Hildesheim nach der Halberstädter Grenzbeschreibung.

### Biscopeshusen
Der Ort lag etwa 1.200 m südöstlich von Ohnhorst und wurde erstmals 1022 erwähnt.

### Bökenrode
Bökenrode ist auch bezeugt als Bockenrode. Der Ort lag etwa 1.300 m nordwestlich von Hillerse und wurde erstmals 1266 als Bockesrodhe erwähnt. Die letzte Erwähnung erfolgt 1563, die Wüstfallung wird zum Ende des 16. Jahrhunderts vermutet. Die alten Karten von Hillerse zeigen den Flurnamen „Bocker-Feld“ nördlich des Dorfes. Damit gelang die Lokalisierung der Wüstung.

### Bramhorst
Der Ort lag etwa 900 m nördlich von Lagesbüttel und wurde erstmals 1007 als Brenhorst erwähnt. Die letzte Erwähnung erfolgt 1316, die Wüstfallung wird zum Ende des 14. Jahrhunderts vermutet.

### Brunsel
Der Ort lag etwa 700 m südöstlich von Leiferde und wurde erstmals 1182 als Bunsele erwähnt. Die letzte Erwähnung erfolgt 1394, die Wüstfallung wird spätestens zum Ende des 15. Jahrhunderts vermutet.

### Dudanroth
Der Ort lag etwa 2.500 m nordöstlich von Rethen, nahe dem Flurstück „Auf der Burg“ und wurde erstmals um das Jahr 1000 erwähnt. Der Zeitpunkt der Wüstfallung ist unbekannt, wird jedoch vor das 15. Jahrhundert eingeordnet. Der Ort war ein Grenzort zwischen den Bistümern Halberstadt und Hildesheim nach der Halberstädter Grenzbeschreibung.

### Eilersbüttel
Der Ort lag etwa 500 m nordöstlich von Harxbüttel nahe der heutigen Frickenmühle und wurde erstmals 1200 als Eilersbuttle erwähnt. Die letzte Erwähnung erfolgte 1380, die Wüstfallung wird spätestens im 15. Jahrhundert vermutet.

### Engerode
Der Ort lag etwa 1.700 m nordöstlich von Grassel nahe dem Flurstück „Engeroders Feld“ und wurde erstmals 1115 als Egganrothe erwähnt. Die Wüstfallung wird spätestens im 15. Jahrhundert vermutet.

### Grapendorf
Der Ort lag etwa 300 m westlich von Bechtsbüttel nahe dem Flurstück „Im Grependorpe“ und wurde erstmals 1112 als Gripendorp erwähnt. Die Wüstfallung wird Ende des 14. Jahrhunderts vermutet.

### Harmbüttel
Der Ort lag etwa 1.700 m westlich von Leiferde nahe den Flurstücken „Harmbüttler Feld“ und „Harmbüttler Holz“ und wurde erstmals 1284 als Herminisbutle erwähnt. Die letzte Erwähnung erfolgt 1378, die Wüstfallung wird gegen Ende des 15. Jahrhunderts vermutet.

### Hegersdorf
Der Ort lag im Schuntertal, etwa 2.000 m nördlich von Hondelage nahe dem Flurstück „Krummer Morgen“, und wurde erstmals 1400 als Herminisbutle erwähnt. Die letzte Erwähnung erfolgt 1510, die Wüstfallung fand zwischen 1510 und 1553 statt.

### Ilkenrode
Der Ort lag etwa 1.300 m westlich von Sülfeld nahe den Flurstücken „Jielker Feld“ und wurde erstmals 1311 als Ikenrode erwähnt. Die letzte Erwähnung erfolgte zwischen 1344 und 1365.

### Laubhagen
Der Ort lag etwa 1.000 m nordöstlich von Klein Brunsrode. Der Ort wurde nicht in Dokumenten erwähnt, seine Existenz ist jedoch mündlich überliefert. Archäologische Funde stammen aus dem 13. und 14. Jahrhundert. Mittels dieser Funde wurde der Ort und seine vermutliche Lage bestätigt.

### Lüttgen Bevenrode
Der Ort lag etwa 800 m südlich von Grassel nahe den Flurstücken „Bevenröder Feld“ und umfasste fünf Höfe. Der Ort wurde erstmals 1311 im Halberstädter Lehnsregister als „Minori Beuenrode“ erwähnt. Die letzte Erwähnung erfolgt 1564, die Wüstfallung fand zu einem unbekannten Zeitpunkt nach der letzten Erwähnung statt.

### Lüttgen Wendhausen
Der Ort lag im Schuntertal, etwa 1.700 m nördlich von Wendhausen, und wurde erstmals 1311 als Minori Wenthusen erwähnt. Die letzte Erwähnung erfolgt 1347, die Wüstfallung wird gegen Ende des 14. Jahrhunderts vermutet. Die zu dem Ort gehörenden Äcker lassen sich nicht exakt von den Hegersdorfer Äckern trennen.

### Martinsbüttel
Die Wüstung Martinsbüttel liegt an der Stelle des heutigen Martinsbüttel, etwa 2 km nordöstlich von Wedelheine. Martinsbüttel wurde 1292 erstmals unter dem Namen Mertensbutle erwähnt. Die letzte Erwähnung erfolgte um 1383, wonach der Ort vermutlich im 15. Jahrhundert wüst fiel. Später erfolgte eine Wiederbesiedelung. Heute besteht dort das Gut Martinsbüttel.

### Meginsnichegibutle
Die Existenz dieser Dorfstelle ist nicht gesichert und beruht zum einen auf Scherbenfunden, zum anderen auf der Namensnennung in einer Urkunde aus dem Jahr 1007. Der Ort liegt gegebenenfalls etwa 1.000 m südlich von Rethen und wäre dann vermutlich gegen Ende des 14. Jahrhunderts wüst gefallen.

### Norddorf
Der Ort lag etwa 600 m nordöstlich von Waggum, nahe dem Flurstück „Norden-Dorf-Kamp“. Archäologische Funde stammen aus dem 12. bis 15. Jahrhundert, woraus sich trotz fehlender Dokumente die Existenz des Ortes ableitet. Bei einer Dorflistung im Jahr 1489 wird der Ort nicht mehr genannt.

### Odbrechthinerothe
Der Ort lag etwa 100 m nordwestlich von Ehmen. Der Ort wurde erstmals 1160 erwähnt. Archäologische Funde stammen aus dem 12. bis 14. Jahrhundert, die Wüstfallung fand vermutlich Anfang des 15. Jahrhunderts statt.

### Oetjersrode
Der Ort lag etwa 1.500 m westlich von Essenrode nahe den Flurstücken „Oetjersrode“ sowie „Am Meiner Weg“ und umfasste vier Höfe. Archäologische Funde stammen aus dem 13. und 14. Jahrhundert, die Wüstfallung fand vermutlich Anfang des 15. Jahrhunderts statt.

### Ossenrode
siehe Asenrode

### Rabenrode
Der Ort lag etwa 600 m südöstlich von Waggum nahe den Flurstücken „Kötneracker“ sowie „Rabenröder Teich“. Der Ort wurde erstmals 1215 erwähnt, die letzte Erwähnung erfolgt 1318. Archäologische Funde stammen aus dem 13. und 15. Jahrhundert, die Wüstfallung fand vermutlich Anfang des 15. Jahrhunderts statt.

### Sinesrode
siehe Zinsrode

### Smelke
Der Ort lag etwa 1.500 m nördlich von Meine nahe dem Flurstück „Im Schmelze“. Der Ort wurde 1007 erwähnt. Archäologische Funde stammen aus dem 12. und 13. Jahrhundert, einige Funde werden jedoch wesentlich vor das 12. Jahrhundert datiert. Die Wüstfallung fand vermutlich Mitte bis Ende des 13. Jahrhunderts statt. Smelkes Gründung stand nach Meinung einiger Forscher möglicherweise in Zusammenhang mit der Ortsgruppe Meine, Rethen, Vordorf auf einer Rodungsinsel im alten Nordwald. Möglich wäre damit auch eine Gründung im Rahmen der Sachsenkriege.

### Stapel
Stapel ist auch bekannt als Stapenleghe. Der Ort lag etwa 1.600 m südöstlich von Meine nahe den Flurstücken „Der Stapel“, sowie mehrere „Stabel-...“ Flure. Der Ort wurde erstmals 1226 als Stapenleghe erwähnt, die letzte Erwähnung erfolgt 1439. Archäologische Funde stammen aus dem 12. und 13. Jahrhundert, einige Funde werden jedoch auch vor das 12. Jahrhundert datiert. Die Wüstfallung fand vermutlich Mitte des 15. Jahrhunderts statt. Auf alten Karten fand sich mehrmals der Begriff „Stabel“. Somit und anhand zahlreicher Scherbenfunde, konnte die Wüstung lokalisiert werden. Stapel bildete zusammen mit Meine, Rethen und Vordorf eine zentral im Papenteich gelegene Siedlungsgruppe. Vermutlich wurde Stapel zusammen mit den anderen Orten im Rahmen der Sachsenkriege errichtet.

### Scathorst
Der Ort lag im Schuntertal etwa 1.250 m westlich von Hondelage nahe dem Flurstück „Schachthorst“. Der Ort wurde erstmals 1215 erwähnt, die letzte Erwähnung erfolgt 1311. Archäologische Funde stammen aus dem 13. und 14. Jahrhundert, die Wüstfallung fand vermutlich Anfang des 14. Jahrhunderts statt.

### Volcwardissen
Der Ort lag etwa 900 m nördlich von Groß Schwülper. Der Ort wurde erstmals um 1200 erwähnt, die letzte Erwähnung erfolgte um 1380. Archäologische Funde stammen aus dem 14. und 15. Jahrhundert, einige Funde werden jedoch wesentlich vor das 13. Jahrhundert datiert. Die Wüstfallung fand vermutlich während des 15. Jahrhunderts statt.

### Wemeresbutle
Wemersbutle ist auch bekannt als Warmbüttel. Die Wüstung Warmbüttel liegt an der Stelle der heutigen Försterei Warmbüttel. Warmbüttel wurde um 1226 erstmals unter dem Namen Wemeresbutle erwähnt. Die letzte Erwähnung erfolgte um 1379, dem Jahr der Wüstfallung. Später erfolgte eine Wiederbesiedelung. Heute liegt dort der Ort Warmbüttel.

### Werckesbuttle
Werckesbuttle ist auch bekannt als Warxbüttel. Die Wüstung Warxbüttel liegt an der Stelle des heutigen Gut Warxbüttel, etwa südwestlich von Adenbüttel. Warxbüttel wurde um 1338 erstmals unter dem Namen Werckesbuttle erwähnt. Die letzte Erwähnung erfolgte um 1418, wonach der Ort vermutlich im 15. Jahrhundert wüst fiel. Später erfolgte eine Wiederbesiedelung. Heute befindet sich dort das Gut Warxbüttel.

### Wendenbutle
Wendenbutle ist auch bekannt als Wendenbüttel. Der Ort lag etwa 1.500 m westlich von Eickhorst nahe dem Flurstück „Wenderberg“. Der Ort wurde erstmals 1007 erwähnt, die letzte Erwähnung erfolgte 1341. Archäologische Funde stammen aus dem 10. bis 14. Jahrhundert. Die Wüstfallung fand vermutlich Ende des 14. Jahrhunderts statt.

### Wendenrode
Der Ort lag etwa 700 m südlich von Lagesbüttel nahe dem Flurstück „Im Hesterhope“. Der Ort wurde erstmals 1007 als Winanroth erwähnt, die letzte Erwähnung erfolgte 1392. Archäologische Funde stammen aus dem 12. bis 14. Jahrhundert. Die Wüstfallung fand vermutlich Ende des 14. Jahrhunderts statt.

### Wierthe
Der Ort lag etwa 1.400 m südlich von Hillerse nahe dem Flurstück „Am Rolfsbüttler Feld“. Der Ort wurde erstmals um 1316 erwähnt, die letzte Erwähnung erfolgte zwischen 1344 und 1365. Archäologische Funde stammen größtenteils aus dem 11. bis 15. Jahrhundert, einige Funde, möglicherweise sächsischen Ursprungs, werden jedoch auch in beziehungsweise vor das 10. Jahrhundert datiert. Die Wüstfallung fand vermutlich im 15. Jahrhundert statt.

### Zinsrode
Der Ort lag etwa 800 m nordwestlich von Vordorf zwischen den heutigen Orten Vordorf und Rethen nahe den Flurstücken „Sundern“ sowie „Im großen Zinsrode“. Der Ort wurde 1022 erwähnt. Archäologische Funde stammen aus der Zeit vor 1100 bis zum 15. Jahrhundert, die Wüstfallung fand vermutlich Ende des 15. Jahrhunderts statt. Der Ort wurde bereits Mitte des 19. Jahrhunderts lokalisiert, jedoch nicht ausgegraben. An der Oberfläche belegen noch heute zahlreiche Steine Aufschüttungen. Zudem wurden auch bereits Metallstücke und Tonscherben mit Verzierungen gefunden. Der Ort war ein Grenzort zwischen den Bistümern Halberstadt und Hildesheim nach der Halberstädter Grenzbeschreibung.